# Neumarkt im Mühlkreis
Neumarkt im Mühlkreis település Ausztriában, Felső-Ausztria tartományban, a Freistadti járásban, területe 46,7 km².

## Fekvése
Tengerszint feletti magassága 632 méter. Neumarkt im Mühlkreis Hirschbach im Mühlkreis, Waldburg, Freistadt, Kefermarkt, Pregarten, Hagenberg im Mühlkreis, Unterweitersdorf, Alberndorf in der Riedmark és Ottenschlag im Mühlkreis településekkel határos.

## Népesség
Lakosainak száma 3163 fő (2018. január 1.).